# اس‌ام‌آی مید
اس‌ام‌آی مید (انگلیسی: SMI MID) شاخص بازار سوئیس از ۳۰ شرکت از بزرگترین شرکت‌های فعال در بازار بورس سیکس سوئیس است، که در سال ۲۰۰۴ تشکیل شد.